# 江善明
江善明（1950年—），达州市通川区人，汉族，中华人民共和国政治人物、第十二届全国人民代表大会四川地区代表。
毕业于重庆大学冶金专业。加入中国共产党。担任四川省达州钢铁集团有限责任公司副董事长、总裁。2008年起担任全国人大代表。2013年，担任全国人大代表。